# Boles de matsà

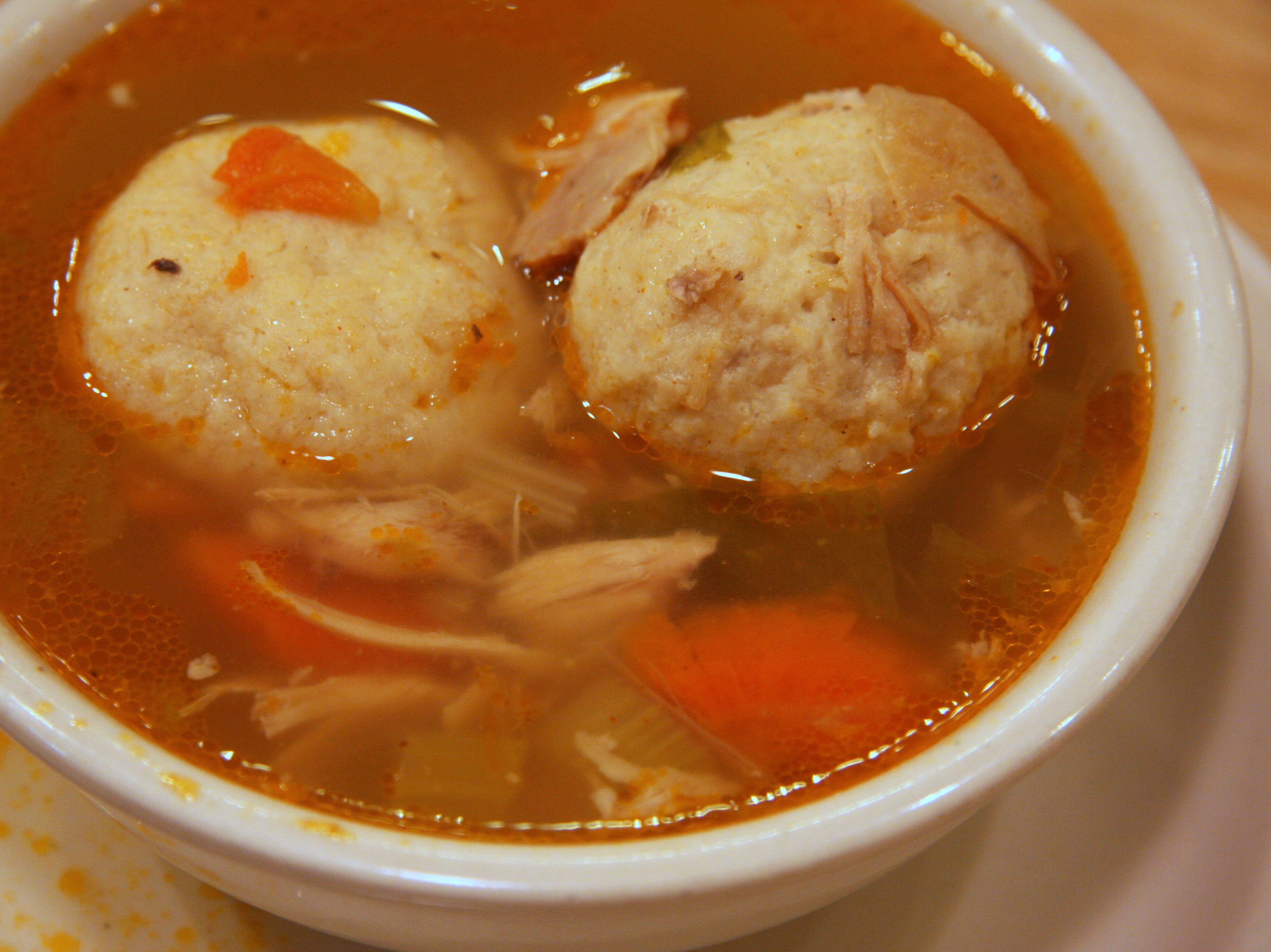
Mandonguilles Matzah en una sopa.

Les mandonguilles de Matsà  o  kneydlech  (pl.) (kneydel, singular) en Jiddisch, (també  boles de Matsà ) són una recepta típica de la cuina asquenazita (jueus d'Europa central i oriental) elaborat a força de farina de matsà. Se solen servir amb una sopa calenta. És menjar típic de Pésaj.

## Característiques
Les boles de matsà s'elaboren amb farina de matsà, ous, greix, sal i pebre. El greix emprada tradicionalment en aquesta recepta és schmaltz (greix de pollastre), que imparteix a les boles un sabor distintiu, a part d'aquest greix es pot emprar oli vegetal o margarina - però no mantega, ja que les lleis de la caixrut estableixen que lactis i carns no s'han de barrejar. Les boles es formen amb la mà i es compacten abans de ser cuites durant uns 20 minuts en un brou. Avui dia, a causa de la preocupació per la salut hi ha boles de Matsà sense greix.